# Cynoglossum glabellum
Cynoglossum glabellum är en strävbladig växtart som beskrevs av H. Riedl. Cynoglossum glabellum ingår i släktet hundtungor, och familjen strävbladiga växter. Inga underarter finns listade i Catalogue of Life.